# Tate Reeves

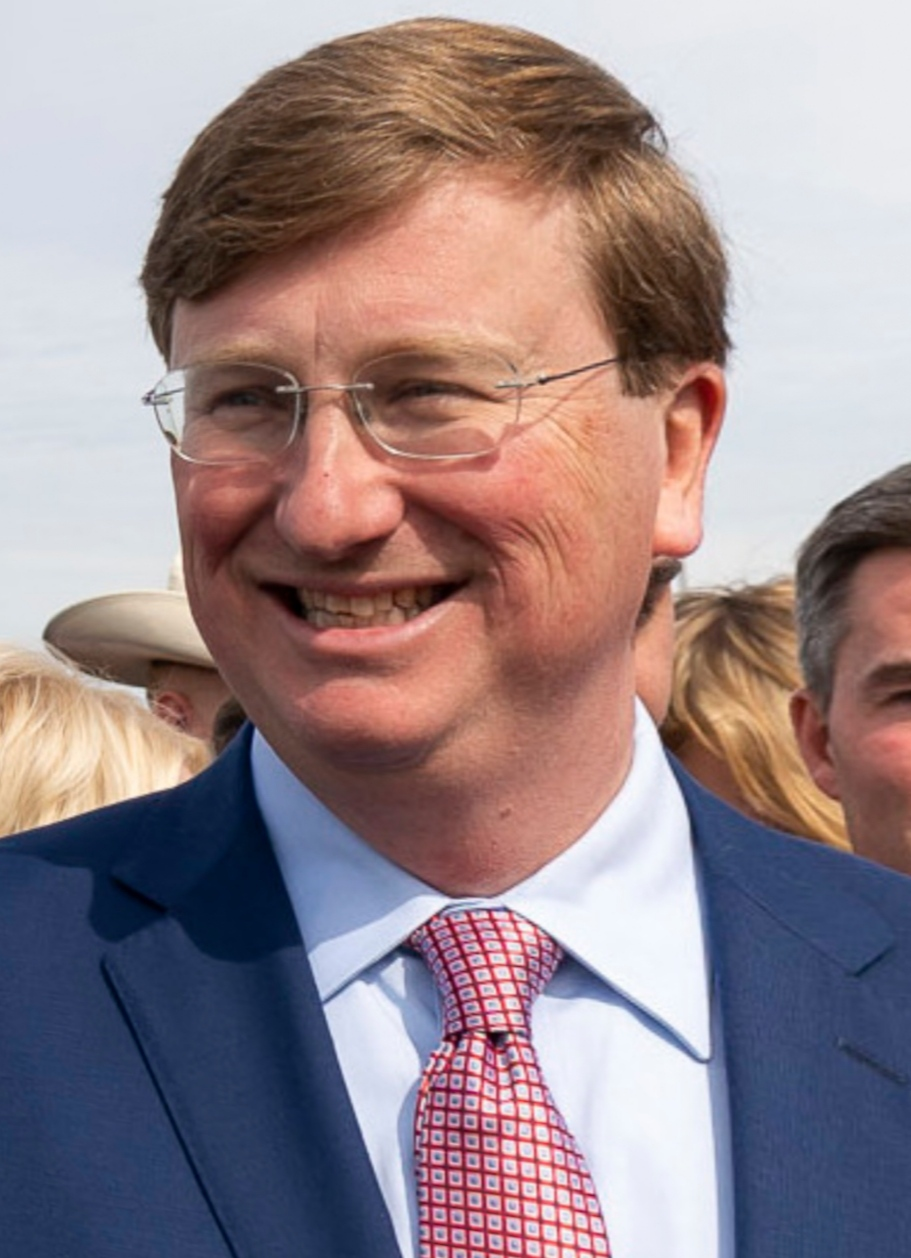
Tate Reeves (2019)

Jonathon Tate Reeves (* 5. Juni 1974 in Florence, Rankin County, Mississippi) ist ein amerikanischer Politiker der Republikanischen Partei. Seit dem 14. Januar 2020 ist er Gouverneur des Bundesstaates Mississippi. Zuvor amtierte er als Vizegouverneur.

## Familie, Ausbildung und Beruf
Tate Reeves absolvierte die Florence High School und das Millsaps College in Jackson, das er mit dem Bachelorgrad in Ökonomie abschloss. Danach arbeitete er in der Bankenbranche sowie im Finanzsektor. So war er ab 2000 Investmentberater des Trustmark Investment Strategy Committee und diente bei der Regionalbank AmSouth als Assistant Vice President.
Mit seiner Frau Elee hat Reeves drei Kinder. Sie leben in Florence, Mississippi. Er ist Methodist.

## Politische Laufbahn
Zwischen 2004 und 2012 war Reeves als State Treasurer Finanzminister seines Staates.
Bei der Wahl 2011 wurde Reeves als Running Mate von Phil Bryant zum Vizegouverneur Mississippis gewählt. Dieses Amt bekleidete er ab 2012. Dabei war er Stellvertreter des Gouverneurs und Vorsitzender des Staatssenats. Bei der Wahl 2015 wurde er im Amt bestätigt. Reeves war im Gespräch als möglicher Nachfolger des scheidenden US-Senators Thad Cochran. Wegen seiner jungen Familie lehnte er ab.
Für die Nominierung zur Gouverneurswahl 2019 galt er in der parteiinternen Vorwahl der Republikanischen Partei als Favorit. In deren erster Runde am 6. August 2019 erreichte er den ersten Platz, blieb allerdings unter einer absoluten Mehrheit und musste deshalb gegen den früheren Richter des Supreme Court Mississippis Bill Waller in einer Stichwahl antreten. Diese gewann Reeves am 27. August 2019 mit 54 zu 46 Prozent der Stimmen; Waller hatte sich für eine Erhöhung von Steuern zum Ausbau der Infrastruktur und die Erlaubnis, Bundeshilfen für eine Ausweitung von Medicaid zu beantragen, eingesetzt. In der Hauptwahl am 5. November 2019 setzte sich Reeves gegen den langjährigen Attorney General Mississippis, den Demokraten Jim Hood, durch.

## Belege
1. ↑  Tate Reeves’ Biography. In: Vote Smart.
2. ↑  Sam R. Hall, Geoff Pender: How Thad Cochran’s retirement impacts Mississippi midterm elections, political landscape. In: USA Today, 5. März 2018.
3. ↑  Geoff Pender: Bryant short list for Cochran replacement gets very short: 2. In: Clarion Ledger, 19. März 2018.
4. ↑  Daniel Strauss: Reeves wins GOP nod for Mississippi governor. In: Politico, 27. August 2019.
5. ↑  Luke Ramseth: Final stretch governor race poll: Reeves leads, but Waller, Foster could force runoff. In: Mississippi Clarion Ledger, 30. Juli 2019
6. ↑  Thema 2019 Gubernatorial Candidates. In: Mississippi Today.

| Personendaten    | Personendaten                                     |
| ---------------- | ------------------------------------------------- |
| NAME             | Reeves, Tate                                      |
| ALTERNATIVNAMEN  | Reeves, Jonathon Tate (vollständiger Name)        |
| KURZBESCHREIBUNG | amerikanischer Politiker (Republikanische Partei) |
| GEBURTSDATUM     | 5. Juni 1974                                      |
| GEBURTSORT       | Florence, Mississippi                             |